# Macky Corbalán
Macky Corbalán (Cutral Co, 19 de junio de 1963 - Neuquén, 13 de septiembre de 2014) fue una poeta y periodista argentina. Integró el grupo feminista lésbico Fugitivas del Desierto y publicó el boletín La Sociedad de las Extranas junto a su pareja Valeria Flores.

## Biografía
Macky Corbalán nació el 19 de junio de 1963, en Cutral Có, Provincia del Neuquén.
En la década de 1980 fue invitada a colaborar en la antología de poesía neuquina Voces a mano. Poco después ganó el premio nacional Raúl González Tuñón para jóvenes poetas junto a Raúl Mansilla. Obtuvo una licenciatura en trabajo social.
Corbalán trabajó como periodista y estuvo en la redacción de la revista Coirón hacia el final de la dictadura militar. Fue cofundadora del grupo Poesía en Trámite a finales de los años 1980. Su primer poemario, La pasajera de arena, se publicó en 1992. Desarrolló su propia voz poética y llegó a ser llamada "una de las voces más originales al sur del río Colorado".
Corbalán participó activamente en el grupo feminista lésbico Fugitivas del Desierto. Entre 2004 y 2007 publicó el boletín mensual feminista lésbico La Sociedad de las Extranas junto a su pareja, la activista Valeria Flores. El título está basado en un extracto de Virginia Woolf : "y nosotros, que seguiremos siendo extraños, experimentaremos", del libro Tres Guineas. Corbalán también fundó editoriales independientes de obras lésbicas y feministas, incluida La Mondonga Dark.
Tras una enfermedad que duró meses, falleció en Neuquén el 13 de septiembre de 2014. Los cinco poemarios publicados en vida por la poeta fueron reunidos en un volumen titulado Poesía (1992-2013), editado por Ediciones EnDanza en el año 2015, un año después de su fallecimiento. Conversaciones en la noche del amor y La rama llevan por título dos poemarios publicados póstumamente en los años 2017 y 2022, respectivamente En 2022 fue homenajeada en una “reparación histórica” por el Colectivo de Escritores de Cutral Co y Plaza Huincul.

## Publicaciones seleccionados
- La pasajera de arena (1992)
- Infierno (1999)
- Como mil flores (2007)
- El acuerdo (2012)
- Anima(i)s (2013)
- Conversaciones en la noche del amor (2017, póstumo)[11]
- La Rama (2022, póstumo)

### Antologías
- Voces a mano (Antología poética del Neuquén) (1987)
- Poesía en la fisura, con Daniel Freidemberg (1995)
- InSURgentes (2005)
- Antología de Poetas de la Patagonia (2006)
- Poetas Argentinos (1961-1980) (2008)
- Poesía del siglo XX en Argentina (2010)
- Poesía (1992-2013) (2015, póstuma)